# Atnafu Abate
Le lieutenant-colonel Atnafu Abate  (31 janvier 1931, Bichena - 11 décembre 1977, Addis-Abeba) est un officier militaire éthiopien, qui a été un membre dirigeant du Derg, la junte militaire qui déposa le négus Haïlé Sélassié Ier et exerça le pouvoir les années suivantes.